# Природа (філософія)
Природа (лат. natura) має два взаємопов’язані значення у філософії та натуральній філософії. З одного боку, вона означає сукупність усіх речей, які є природними або підпорядковуються нормальному функціонуванню законів природи. З іншого боку, це означає сутнісні властивості та причини окремих речей.
Розуміння значення й важливості природи було послідовною темою обговорення в історії західної цивілізації, у філософських галузях метафізики та епістемології, а також у теології та науці. Вивчення природних речей і сталих законів, що ними керують, на відміну від дискусій про те, що означає бути природним, є сферою природничої науки.
Слово «природа» (натура) є калькою з латинського nātūra — філософського терміна, утвореного від дієслова «народження», яке використовувалося як переклад давнішого (досократичного) грецького терміна фізис, що походив від дієслова «природне зростання». Уже в класичні часи філософське використання цих слів поєднувало два споріднені значення, спільним для яких було те, що вони позначали спосіб, у який речі відбуваються самі собою, «природно», без «втручання» людських роздумів, божественного впливу чи чогось поза межами нормального для розглядуваних природних речей.
Розуміння природи залежить від предмета й епохи твору, де вони з’являються. Наприклад, пояснення Арістотеля щодо природних властивостей відрізняється від того, що мається на увазі під природними властивостями в сучасних філософських і наукових працях, які також можуть відрізнятися від іншого наукового та загальноприйнятого вжитку.